# ユーリ・マニン
ユーリ・マニン（露: Ю́рий Ива́нович Ма́нин、英: Yuri Ivanovich Manin, 1937年2月16日 - 2023年1月7日）は、ロシアの数学者。専門は整数論、代数幾何学、数理物理学。

## 経歴
モスクワ大学で数学を学び、1958年に卒業、1963年にステクロフ数学研究所のイゴール・シャファレヴィッチのもとで数学のPh.D.を取得。1960年から1992年までステクロフ数学研究所に勤務し、1965年からはモスクワ大学教授を兼任。冷戦崩壊後の1992年から翌年まで、マサチューセッツ工科大学教授。1993からはドイツにわたり、マックス・プランク数学研究所に勤務した。
ウラジーミル・ドリンフェルト（ラングランズ予想、量子群）、アレクサンドル・ベイリンソン(A.Beilinson) （ベイリンソン予想）、ヴィクター・コリヴァギン （オイラー・システム(Euler System) 、ヴャチェスラフ・ショクロフ （MMP）と高弟を育てた。
2023年1月7日、ドイツのボンで死去。85歳没。

## 業績
- 関数体上のモーデル予想の解決。
- ガウス＝マニン(Gauss-Manin)接続。
- インスタントンにおけるADHM法の構成。
- 量子コホモロジーの定式化。マニン＝マムフォード予想の提起。
- その他にも量子群、ミラー対称性における貢献。

## 著書
- 「マニン 数学・物理論集 隠喩としての数学」橋本義武 訳 朝倉書店 2024年

## 受賞歴
- 1987年 ブラウワー・メダル
- 1994年 フレデリック・エッサー・ネンマーズ数学賞
- 1999年 ショック賞 （スウェーデン王立アカデミー）
- 2002年 カントール・メダル （ドイツ数学会）、 キング・ファイサル国際賞 （キング・ファイサル財団）
- 2010年 ボーヤイ賞 （ハンガリー科学アカデミー）